# Lyconema barbatum
La viruela barbona (Lyconema barbatum) es una especie de pez actinopeterigio marino, la única del género monotípico Lyconema de la familia de los zoárcidos.

## Morfología
Con el cuerpo alargado típico de los peces viruelas, la longitud máxima descrita es de 17 cm.

## Distribución y hábitat
Se distribuye por la costa este del océano Pacífico, desde el sur de Oregón (Estados Unidos) al norte, hasta la zona central de Baja California (México). Son peces marinos de demersal, que habitan a una profundidad entre 82 m y 373 m aunque lo normal es entre 150 y 250 m, donde vive sobre el fondo de barro o de barro arenoso.